# Décès en 1335
Décès
- 1331
- 1332
- 1333
- 1334
- 1335
- 1336
- 1337
- 1338
- 1339

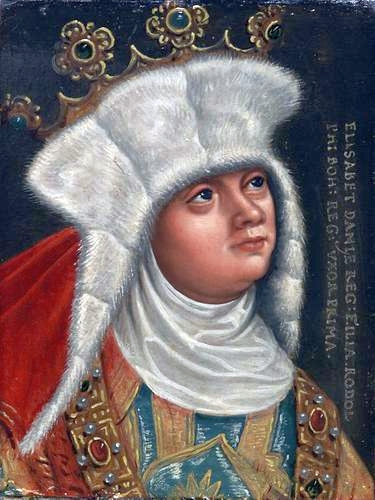
Élizabeth Ryksa, morte en 1335.

Cette page dresse une liste de personnalités mortes au cours de l'année 1335 :
- 24 janvier : Guillaume de Sainte-Maure, chancelier de France et principal conseiller du roi Philippe VI.
- 27 février: Nijō Michihira, noble de cour japonais (kugyō) de la fin de l'époque de Kamakura, régent kampaku.
- 6 mars : Étienne de Bourgueil, archevêque de Tours.
- 17 mars : Raoul de la Flèche, évêque de Saint-Brieuc.
- 2 avril : Jean II de Namur, marquis de Namur.
- 8 avril : Werntho Schenk von Reicheneck, elekt-prince-évêque de Bamberg.
- 18 avril : Luther von Braunschweig, 18e Grand maître de l'ordre Teutonique.
- 11 juillet : Hermann Hummel von Lichtenberg, chancelier de Louis III de Bavière et prince-évêque de Wurtzbourg.
- 12 août : Morinaga, moine dans la secte bouddhique Tendai en prenant le nom de Sonun (尊雲, Sonun), puis rapidement patriarche (座主, zasu) de la secte.
- 17 août : Rodolphe-Hesso de Bade-Bade, margrave de Bade.
- 27 août : Giovanni Gaetano Orsini, cardinal italien.
- 19 octobre : Élizabeth Ryksa, reine consort de Bohême, reine consort de Pologne et duchesse consort d'Autriche-Styrie.
- 12 novembre : Raymond de Mostuéjouls, cardinal français.
- 24 novembre : 
  - Henri VI le Bon, connu aussi sous le nom d'Henri VI de Wroclaw (Henryk VI Wrocławski), duc de Wrocław.
  - Arnaud de Via, cardinal français.
- 29 novembre: Martin des Essars, conseiller des rois de France.
- 30 novembre : David III Strathbogie, noble écossais, 11e comte d'Atholl.
- 16 décembre : Bagdâd Khâtûn, fille de l’émir Chupan (dynastie des Chupanides) qui a régné sur le Nord-Est de l'Iran.

- Jean Artaud, évêque de Nice, puis évêque de Marseille.
- Abu Saïd Bahadur, prince mongol descendant de Gengis Khan, membre de la dynastie des Houlagides, est le neuvième ilkhan de Perse.
- Heilwige Bloemart, mystique adepte du Libre-Esprit.
- Cante de' Gabrielli da Gubbio, noble italien.
- Henri de Goritz, duc de Carinthie et roi de Bohême (tchèque: Jindřich Korutanský)puis seul comte de Tyrol.
- Pierre Gauvain, cardinal français, évêque de Viviers puis d'Auxerre.
- Alain Gontier, évêque de Saint-Malo puis évêque de Cornouaille.
- Guillaume Ier de Coucy, seigneur de Coucy, d’Oisy, de Marle et de Montmirail.
- Jean II Orsini, despote d'épire et comte palatin de Céphalonie.

## Crédit d'auteurs
- Cet article est partiellement ou en totalité issu de l'article intitulé « 1335 » (voir la liste des auteurs).